# Elisabeth Wedell-Wedellsborg
Karine Lucie Elisabeth baronesse Wedell-Wedellsborg, (født Scavenius 2. oktober 1840 på Gjorslev, død 25. april 1920 i København) var en dansk adelsdame og forfatter.
Hun var datter af Peder Brønnum Scavenius og søster til Jacob Scavenius. Hun blev gift 28. august 1861 i Holtug Kirke med ritmester Hans Rudolf baron Wedell-Wedellsborg (12. december 1825 i Odense – 10. april 1871 på Vallø Slot), søn af baron Joachim Wedell-Wedellsborg.
Under pseudonymet "Johan Sandel" debuterede hun med En Folkekamp, Digte (1871) og udgav dernæst Mindre Digte (1872), Om Gammelkatholikkerne. Iagttagelser paa Kongressen i Køln Sept. 1872 (1873), Rennulf Dvalinbanes Saga, dramatisk fremstillet (1873), Digte (1874), Svipdagskvadet (1874), Nye Digte (1876), Kongesøgerne, Drama i 3 Akter, med et Billede (1877), Saga om Gretter den stærkes Tvekamp, dramatisk fremstillet (1878) og Fortællinger fra Krigen 1848-50. 2. Opl. med Titelbillede (1883). Under sit eget navn har hun udgivet Den guddommelige Symbolisme i Skæbnebogen (1896).